# Шорт-трек на зимних Азиатских играх 2011
Шорт-трек на зимних Азиатских играх 2011 — соревнования по шорт-треку, которые прошли в рамках зимних Азиатских игр 2011 года.
Соревнования прошли в Астане, Казахстан, с 31 января по 2 февраля 2011 года на велотреке Сарыарка.
Всего было разыграно 8 комплектов медалей, по 4 у мужчин и женщин, в том числе 6 индивидуальных и две в эстафетах.

## Медалисты

### Мужчины
| Дисциплина | Золото                                                                   | Серебро                                                                 | Бронза                                                                                        |
| ---------- | ------------------------------------------------------------------------ | ----------------------------------------------------------------------- | --------------------------------------------------------------------------------------------- |
| 500 м      | Лян Вэньхао Китай                                                        | Такахиро Фудзимото Япония                                               | Рёсукэ Сакадзумэ Япония                                                                       |
| 1000 м     | Сун Вэйлун Китай                                                         | Дайсуке Уэмура Япония                                                   | Сон Си Бэк Республика Корея                                                                   |
| 1500 м     | Но Джин Гю Республика Корея                                              | Ум Чхон Хо Республика Корея                                             | Лю Сяньвэй Китай                                                                              |
| Эстафета   | Республика Корея Но Джин Гю Ли Хо Сок Сон Си Бэк Ким Бён Джун Ум Чхон Хо | Япония Юдзо Такамидо Такахиро Фудзимото Рёсукэ Сакадзумэ Дайсуке Уэмура | Казахстан Нурберген Жумагазиев Абзал Ажгалиев Айдар Бекжанов Артур Султангалиев Фёдор Андреев |

### Женщины
| Дисциплина | Золото                                                     | Серебро                                                                 | Бронза                                                               |
| ---------- | ---------------------------------------------------------- | ----------------------------------------------------------------------- | -------------------------------------------------------------------- |
| 500 м      | Лю Цюхун Китай                                             | Фань Кэсинь Китай                                                       | Юи Сакаи Япония                                                      |
| 1000 м     | Пак Сын Хи Республика Корея                                | Чо Хэ Ри Республика Корея                                               | Лю Цюхун Китай                                                       |
| 1500 м     | Чо Хэ Ри Республика Корея                                  | Пак Сын Хи Республика Корея                                             | Биба Сакураи Япония                                                  |
| Эстафета   | Китай Фань Кэсинь Чжоу Ян Лю Цюхун Чжао Наньнань Чжан Хуэй | Республика Корея Пак Сын Хи Ян Син Ён Хван Хен Сон Ким Дам Мин Чо Хэ Ри | Казахстан Инна Симонова Дарья Волокитина Анна Самарина Ксения Мотова |

## Медальный зачёт
| Место | Страна           | Золото | Серебро | Бронза | Всего |
| ----- | ---------------- | ------ | ------- | ------ | ----- |
| 1     | Республика Корея | 4      | 4       | 1      | 9     |
| 2     | Китай            | 4      | 1       | 2      | 7     |
| 3     | Япония           | 0      | 3       | 3      | 6     |
| 4     | Казахстан        | 0      | 0       | 2      | 2     |
| Всего | Всего            | 8      | 8       | 8      | 24    |

## Страны участницы
В общей сложности 56 спортсменов из 9 стран соревновались в конькобежном спорте по шорт - треку на зимних Азиатских играх 2011:
- Китай
- Тайбэй
- Гонконг
- Япония
- Казахстан
- Монголия
- КНДР
- Сингапур
- Корея